# 葛培义
葛培义，清朝地方官员。
葛培义曾于1889年接替凌焯任华亭县知县一职，1890年由吴成周接任，後又再任該地知縣兩次。